# 鈴木勝利 (労働運動家)
鈴木 勝利（すずき かつとし、1942年 - ）は、日本の労働運動家。元全日本電機・電子・情報関連産業労働組合連合会（電機連合）中央執行委員長、日本労働組合総連合会（連合）副会長、全日本金属産業労働組合協議会（金属労協）第6代議長。電機連合名誉顧問、金属労協顧問。

## 経歴
神奈川県生まれ。1957年横浜市立栗田谷中学校卒業。東芝小向工場に入社。1960年8月東芝小向労働組合青婦常任委員。1974年7月東芝労働組合執行委員、1982年7月同書記長。1988年7月電機労連書記長。同年9月金属労協常任幹事。1996年7月電機連合中央執行委員長、連合副会長。同年9月金属労協副議長、2001年9月同議長（2004年9月まで）。2002年電機連合会長。この間1996年電気通信審議会委員、1998年物価安定政策会議委員、1998年中央労働委員会委員。
2012年旭日重光章受章。

## 人物
ジャーナリストの斎藤貴男によると、東芝の労使による非公式組織「扇会」の中核メンバーであった。斎藤は鈴木が「解雇のためのルール作り」を提唱していること、電機連合がサラリーマン税制を問題視しないことなどを批判している。

## 著書
- 『風紋――鈴木勝利句集 第一句集』（萌翔社、2016年）
- 『草千里――鈴木勝利句集 第二句集』（萌翔社、2016年）
- 『和紙の里――鈴木勝利句集 第三句集』（萌翔社、2016年）
- 『海光――鈴木勝利句集 第四句集』（萌翔社、2017年）